# Sumiko Fuji
Pour les articles homonymes, voir Fuji.
Sumiko Fuji (富司 純子, Fuji Sumiko), née le 1er décembre 1945 à Gobō au Japon, est une actrice japonaise.

## Biographie
Sumiko Fuji est la fille de Kōji Shundō, un producteur du studio Tōei, elle commence sa carrière d'actrice en utilisant le nom Junko Fuji (藤 純子, Fuji Junko). Elle se fait connaître en tenant régulièrement le rôle féminin principal de films de yakuza, en particulier en devenant l'héroïne des huit films de la série de Lady Yakuza.
Elle se retire du cinéma en 1972 au moment de son mariage, puis commence à apparaitre à la télévision à partir de 1974 en utilisant le nom de Sumiko Fuji. Elle recommence à partir de la fin des années 1980 à apparaitre au cinéma, dans des rôles plus variés qu'au début de sa carrière.
Elle remporte le Blue Ribbon Award du meilleur rôle secondaire féminin en 2000 et 2007.

### Vie privée
Sumiko Fuji est mariée avec l'acteur de kabuki Onoe Kikugorō VII (ja). Ils sont parents de l'acteur Onoe Kikunosuke V (ja) et de l'actrice Shinobu Terajima. Le réalisateur Norifumi Suzuki est son oncle.

## Filmographie

### Au cinéma

#### Années 1960
- 1963 : La Sueur des hommes (八州遊侠伝 男の盃, Hasshū yūkyōden: Otoko no sakazuki?) de Masahiro Makino
- 1963 : Yagyū bugeichō: Kengō midare kumo (柳生武芸帳 剣豪乱れ雲?) de Kōkichi Uchide (ja)
- 1963 : Mekura ōkami (めくら狼?) de Shūmei Ōnishi (ja)
- 1963 : Le Conte des trois provinces de Jirocho (次郎長三国志, Jirochō sangokushi?) de Masahiro Makino
- 1963 : Les Treize Tueurs (十三人の刺客, Jūsan-nin no shikaku?) d'Eiichi Kudō : Kayo
- 1963 : Yagyū bugeichō: Katame no ninja (柳生武芸帳 片目の忍者?) de Shōji Matsumura (ja)
- 1964 : Ōwarai-dono-sama dōchū (大笑い殿さま道中?) de Kōkichi Uchide (ja)
- 1964 : Jirocho et l'histoire des trois royaumes III (次郎長三国志 第三部, Jirochō sangokushi: Daisanbu?) de Masahiro Makino
- 1964 : Onmitsu kenshi (隠密剣士?) de Sadao Funatoko (ja)
- 1964 : L'Indomptable d'Edo (車夫遊侠伝 喧嘩辰, Shafu yūkyōden: Kenka Tatsu?) de Tai Katō : Tama
- 1964 : Shingo bangai shōbu (新吾番外勝負?) de Sadatsugu Matsuda
- 1964 : Bakuto (博徒?) de Shigehiro Ozawa
- 1964 : La Légende des yakuzas (日本侠客伝, Nihon kyōkakuden?) de Masahiro Makino : Ofumi
- 1964 : Ryūko ichidai (竜虎一代?) de Tsuneo Kobayashi (ja)
- 1964 : Nikutai no seisō (肉体の盛装?) de Shinji Murayama (ja)
- 1964 : Contes cruels au pays du soleil couchant (幕末残酷物語, Bakumatsu zankoku monogatari?) de Tai Katō
- 1964 : Bakuto tai tekiya (博徒対テキ屋?) de Shigehiro Ozawa
- 1965 : Kaoyaku (顔役?) de Teruo Ishii : Tamiko
- 1965 : Bara ketsu shōbu (バラケツ勝負?) de Sadatsugu Matsuda
- 1965 : Irezumi hangan (いれずみ判官?) de Tadashi Sawashima
- 1965 : Kantō nagaremono (関東流れ者?) de Shigehiro Ozawa
- 1965 : De nombreux nuages (おゝい雲！, Ooikumo?) de Masaharu Segawa
- 1965 : Matatabi san-nin yakuza (股旅三人やくざ?) de Tadashi Sawashima
- 1965 : Harudanji, le maître de l'amour (色ごと師春団治, Irogotoshi Harudanji?) de Masahiro Makino
- 1965 : Kantō yakuza mono (関東やくざ者?) de Shigehiro Ozawa
- 1965 : La Légende des yakuzas : Kanto (日本侠客伝 関東篇, Nihon kyōkakuden: Kantō hen?) de Masahiro Makino
- 1965 : Le Sang de la vengeance (明治侠客伝 三代目襲名, Meiji kyōkyaku: Sandaime shūmei?) de Tai Katō : Hatsue
- 1965 : Ōsaka dokonjō monogatari: Doerai yatsu (大阪ど根性物語 どえらい奴?) de Norifumi Suzuki
- 1965 : Kanto hamonjo (関東破門状?) de Shigehiro Ozawa
- 1965 : Buraikan jingi (無頼漢仁義?) de Yūsuke Watanabe (ja) : Nami Fukuhara
- 1965 : Onmitsu samurai kikīppatsu (隠密侍危機一発?) de Kōsaku Yamashita
- 1965 : Kantō hatashijō (関東果し状?) de Shigehiro Ozawa
- 1966 : La Légende des yakuzas : Duel à mort pendant la fête à Kanda (日本侠客伝 血斗神田祭り, Nihon kyōkakuden: Ketto Kanda-matsuri?) de Masahiro Makino
- 1966 : Hatamoto yakuza (旗本やくざ?) de Sadao Nakajima
- 1966 : Le Chef des yakuzas du Japon (日本大侠客, Nihon daikyōkaku?) de Masahiro Makino : Otaki
- 1966 : Tairiku nagaremono (大陸流れ者?) de Kōsaku Yamashita
- 1966 : Otoko no shōbu (男の勝負?) de Sadao Nakajima
- 1966 : Shōwa zankyō-den: Ippiki ōkami (昭和残侠伝 一匹狼?) de Kiyoshi Saeki
- 1966 : La Légende des yakuzas : Duel à Naruto (日本侠客伝 雷門の決斗, Nihon kyōkakuden: Kaminari-mon no kettō?) de Masahiro Makino
- 1966 : Ōtazune mono shichinin (お尋ね者七人?) de Shigehiro Ozawa
- 1966 : Kyōdai jingi: Kantō san kyōdai (兄弟仁義 関東三兄弟?) de Kōsaku Yamashita
- 1967 : La Légende des yakuzas : Sueur de l'épée (日本侠客伝 白刃の盃, Nihon kyōkakuden: Shiraha no sakazuki?) de Masahiro Makino
- 1967 : Otoko no shōbu: Niō no irezumi (男の勝負 仁王の刺青?) de Norifumi Suzuki : Osode
- 1967 : Isshin Tasuke: Edokko matsuri (一心太助 江戸っ子祭り?) de Kōsaku Yamashita
- 1967 : Ā dōki no sakura (あゝ同期の桜?) de Sadao Nakajima : Reiko Shiratori
- 1967 : Shōwa zankyō-den: Chizome no karajishi (昭和残侠伝 血染の唐獅子?) de Masahiro Makino : Fumiyo Kazama
- 1967 : Ō-oku maruhi monogatari (大奥（秘）物語?) de Sadao Nakajima
- 1967 : La Légende des yakuzas : Attaque à l'épée (日本侠客伝 斬り込み, Nihon kyōkakuden: Kirikomi?) de Masahiro Makino
- 1967 : Kyōkotsu ichidai (侠骨一代?) de Masahiro Makino
- 1968 : Ningen gyorai: Ā kaiten tokubetsu kōgeki-tai (人間魚雷 あゝ回天特別攻撃隊?) de Shigehiro Ozawa
- 1968 : Le Jeu présidentiel (博奕打ち 総長賭博, Bakuchi uchi: Sōchō tobaku?) de Kōsaku Yamashita : Hiroe
- 1968 : Otoko no shōbu: Byakko no tetsu (男の勝負 白虎の鉄?) de Kōsaku Yamashita
- 1968 : Amadera maruhi monogatari (尼寺（秘）物語?) de Sadao Nakajima
- 1968 : Gokuchū no kaoyaku (獄中の顔役?) de Yasuo Furuhata
- 1968 : Ā yokaren (あゝ予科練?) de Shinji Murayama (ja) : Mieko
- 1968 : La Vie d'un yakuza (侠客列伝, Kyōkaku retsuden?) de Masahiro Makino
- 1968 : Lady Yakuza : La Pivoine rouge (緋牡丹博徒, Hibotan bakuto?) de Kōsaku Yamashita : Oryū
- 1968 : Le Théâtre de la vie (人生劇場 飛車角と吉良常, Jinsei gekijō: Hishakaku to Kiratsune?) de Tomu Uchida
- 1968 : Lady Yakuza : La Règle du jeu (緋牡丹博徒 一宿一飯, Hibotan bakuto: Isshuku ippan?) de Norifumi Suzuki : Oryū
- 1968 : Bakuto retsuden (博徒列伝?) de Shigehiro Ozawa
- 1969 : Lady Yakuza : Le Jeu des fleurs (緋牡丹博徒 花札勝負, Hibotan bakuto: Hanafuda shōbu?) de Tai Katō : Oryū
- 1969 : Gendai yakuza : Yotamono no okite (現代やくざ 与太者の掟?) de Yasuo Furuhata
- 1969 : Shōwa zankyō-den: Karajishi jingi (昭和残侠伝 唐獅子仁義?) de Masahiro Makino
- 1969 : Lady Yakuza : L'Héritière (緋牡丹博徒 二代目襲名, Hibotan bakuto: Nidaime shūmei?) de Shigehiro Ozawa : Oryū
- 1969 : Nippon kyōkaku-den: Hana to ryū (日本侠客伝 花と龍?) de Masahiro Makino
- 1969 : Nihon jokyō-den: Kyōkyaku geisha (日本女侠伝 侠客芸者?) de Kōsaku Yamashita
- 1969 : Gorotsuki butai (ごろつき部隊?) de Shigehiro Ozawa
- 1969 : Lady Yakuza : Chronique des joueurs (緋牡丹博徒 鉄火場列伝, Hibotan bakuto: Tekkaba retsuden?) de Kōsaku Yamashita : Oryū
- 1969 : Nihon ansatsu hiroku (日本暗殺秘録?) de Sadao Nakajima
- 1969 : Tosei-nin retsuden (渡世人列伝?) de Shigehiro Ozawa : Kiyoka

#### Années 1970
- 1970 : Nihon jokyō-den: Makka na dokyō bana (日本女侠伝 真赤な度胸花?) de Yasuo Furuhata
- 1970 : Lady Yakuza : Le Retour d'Oryū (緋牡丹博徒 お竜参上, Hibotan bakuto: Oryū sanjō?) de Tai Katō : Oryū
- 1970 : Bakuto ikka (博徒一家?) de Shigehiro Ozawa
- 1970 : Bakuchi uchi: Nagaremono (博奕打ち 流れ者?) de Kōsaku Yamashita
- 1970 : Nihon dābī: Shōbu (日本ダービー 勝負?) de Jun'ya Satō
- 1970 : Shiruku hatto no ō-oyabun (シルクハットの大親分?) de Norifumi Suzuki
- 1970 : Yūkyō retsuden (遊侠列伝?) de Shigehiro Ozawa
- 1970 : Nihon jokyō den: Tekka geisha (日本女侠伝 鉄火芸者?) de Kōsaku Yamashita
- 1970 : Tu vas mourir (昭和残侠伝 死んで貰います, Shōwa zankyō-den: Shinde moraimasu?) de Masahiro Makino
- 1970 : Saigo no tokkōtai (最後の特攻隊?) de Jun'ya Satō
- 1970 : Shiruku hatto no ō-oyabun: Chobihige no kuma (シルクハットの大親分 ちょび髭の熊?) de Norifumi Suzuki
- 1970 : Nippon kyōkaku-den: Nobori ryū (日本侠客伝 昇り龍?) de Kōsaku Yamashita
- 1971 : Onna toseinin (女渡世人?) de Shigehiro Ozawa : Tsumagoi Okoma
- 1971 : Nihon jokyō den: Kettō midare bana (日本女侠伝 血斗乱れ花?) de Kōsaku Yamashita
- 1971 : Lady Yakuza : Prépare-toi à mourir ! (緋牡丹博徒 お命戴きます, Hibotan bakuto: Oinochi itadaki masu?) de Tai Katō : Oryū
- 1971 : Onna toseinin: Ota no mōshimasu (女渡世人 おたの申します?) de Kōsaku Yamashita
- 1971 : Nihon jokyō-den: Gekitō himeyuri misaki (日本女侠伝 激斗ひめゆり岬?) de Shigehiro Ozawa
- 1971 : Ninkyō retsuden: Otoko (任侠列伝 男?) de Kōsaku Yamashita
- 1972 : Lady Yakuza : Le Code yakuza (緋牡丹博徒 仁義通します, Hibotan bakuto: Jingi tōshi masu?) de Buichi Saitō : Oryū
- 1972 : Junko se retire : La Grande Famille des cerisiers rouges du Kantō (関東緋桜一家, Junko intai kinen eiga: Kantō hizakura ikka?) de Masahiro Makino : Tsuruji

#### Années 1980
- 1981 : Chanbara gurafitī kiru! (ちゃんばらグラフィティー　斬る！?) de Toshirō Uratani (documentaire)
- 1989 : Les Copains d'abord (あ・うん, A un?) de Yasuo Furuhata : Tami Mizuta

#### Années 1990
- 1990 : Tasumania monogatari (タスマニア物語?) de Yasuo Furuhata : Yasue Ishizawa
- 1991 : Futari (ふたり?) de Nobuhiko Ōbayashi : Haruko Kitao
- 1998 : Wait and See (あ、春, Ah haru?) de Shinji Sōmai : Kimiyi, la mère de Hiroshi
- 1999 : La Maison des geishas (おもちゃ, Omocha?) de Kinji Fukasaku : Satoe
- 1999 : Dreammaker (ドリームメーカー, Dorīmu meikā?) de Hiroshi Sugawara (ja)

#### Années 2000
- 2004 : Gege (解夏?) d'Itsumichi Isomura (ja) : Takano Satoko
- 2005 : Nezu no ban (寝ずの番?) de Masahiko Tsugawa : Shizuko
- 2006 : Hula Girls (フラガール, Hura gāru?) de Lee Sang-il : Chiyo Tanikawa
- 2006 : Machiaishitsu: Notebook of Life (待合室 Notebook of Life?) de Makoto Itakura (ja)
- 2006 : Inugami-ke no ichizoku (犬神家の一族?) de Kon Ichikawa : Matsuko Inugami
- 2007 : Ai no rukeichi (愛の流刑地?) de Yasuo Tsuruhashi (ja) : Fumie Kimura
- 2007 : Best Wishes for Tomorrow (明日への遺言, Ashita e no yuigon?) de Takashi Koizumi : Haruko Okada
- 2008 : Sweet Rain: Shin'igami no seido (Sweet Rain 死神の精度?) de Masaya Kakehi : Kazue
- 2008 : Yamazakura (山桜?) de Tetsuo Shinohara : Shizu Tezuka
- 2008 : Rasuto geimu: Saigo no sōkeisen (ラストゲーム 最後の早慶戦?) de Seijirō Kōyama : Shizue Toda
- 2008 : Sakura no sono (櫻の園?) de Shun Nakahara (ja) : Reiko Takayama
- 2009 : Air Doll (空気人形, Kūki Ningyō?) de Hirokazu Koreeda : veuve

#### Années 2010
- 2012 : Casting Blossoms to the Sky (この空の花 -長岡花火物語, Kono sora no hana: Nagaoka hanabi monogatari?) de Nobuhiko Ōbayashi : Liliko
- 2012 : Jinsei, irodori (人生、いろどり?) d'Osamu Minorikawa (ja) : Hanae ishimoto
- 2014 : Maiko wa redi (舞妓はレディ?) de Masayuki Suo
- 2014 : Towairaito: Sasara saya (トワイライト ささらさや?) de Yoshihiro Fukagawa (ja)
- 2015 : Eipuriru fūruzu (エイプリルフールズ?) de Jun'ichi Ishikawa (ja)
- 2016 : Koisaika Miyamoto (恋妻家宮本?) de Kazuhiko Yukawa (ja)
- 2018 : Chiri tsubaki (散り椿?) de Daisaku Kimura (ja)
- 2021 : Tsubaki no niwa (椿の庭?) de Yoshihiko Ueda (ja)

### À la télévision
- 1989 : Shijō no tabibito
- 1991 : Jirochō sangokushi
- 2002 : Kekkon dorobō
- 2004 : Tenka
- 2005 : Nana iro no obanzai
- 2007 : Yagyū jūbei nanaban shōbu saigo no tatakai
- 2008 : Change
- 2009 : Tenchijin
- 2009 : Sōka, mō kimi wa inai no ka
- 2011 : Kikyō
- 2012 : Wagaya no rekishi
- 2013 : Meoto zenzai
- 2015 : Oriento kyūkō satsujin jiken
- 2016 : Koisaika Miyamoto
- 2016 : Gisō no fūfu
- 2016 : Chikaemon
- 2016 : Naomi to Kanako

### Doublage
- 2009 : Summer Wars (サマーウォーズ, Samā wōzu?) de Mamoru Hosoda : Sakae Jin'nōchi (voix)
- 2019 : Les Enfants de la mer (海獣の子供, Kaijū no kodomo?) d'Ayumu Watanabe : Dédé (voix)

## Distinctions
Sauf indication contraire, les informations mentionnées dans cette section peuvent être confirmées par la base de données cinématographiques IMDb,  présente dans la section « Liens externes ».

### Décoration
- 2007 : récipiendaire de la Médaille au ruban pourpre
- 2016 : récipiendaire de l'ordre du Soleil levant de quatrième classe

### Récompenses
- 1972 : prix Kinema Junpō de la meilleure actrice pour Onna toseinin et Lady Yakuza : Prépare-toi à mourir ![3],[4]
- 1972 : prix Mainichi de la meilleure actrice pour Lady Yakuza : Prépare-toi à mourir ![5]
- 1999 : Hōchi Film Award de la meilleure actrice dans un second rôle pour Wait and See, La Maison des geishas et Dreammaker[6],[7]
- 1999 : Nikkan Sports Film Award de la meilleure actrice pour La Maison des geishas[8]
- 2000 : Prix Kinuyo Tanaka[9]
- 2000 : Blue Ribbon Award de la meilleure actrice dans un second rôle pour La Maison des geishas[10]
- 2000 : prix Kinema Junpō de la meilleure actrice pour Wait and See et La Maison des geishas[11]
- 2006 : Nikkan Sports Film Award de la meilleure actrice dans un second rôle pour Hula Girls[8]
- 2007 : Blue Ribbon Award de la meilleure actrice dans un second rôle pour Hula Girls, Inugami-ke no ichizoku et Nezu no ban[12]

### Nominations
- 1990 : prix de la meilleure actrice pour Les Copains d'abord aux Japan Academy Prize[13]
- 2000 : prix de la meilleure actrice dans un second rôle pour La Maison des geishas aux Japan Academy Prize[14]
- 2007 : prix de la meilleure actrice dans un second rôle pour Hula Girls aux Japan Academy Prize[15]
- 2015 : prix de la meilleure actrice dans un second rôle pour Maiko wa redi aux Japan Academy Prize[16]